# Шорапани
Шорапа́ни (груз. შორაპანი) — посёлок городского типа в Зестафонском муниципалитете края Имеретия, Грузия. В селе расположена одноимённая железнодорожная станция (на линии Хашури — Зестафони).
С 1938 года до 1 января 2014 года и снова с 1 января 2017 года имеет статус посёлка городского типа. Через посёлок протекает река Дзирула.
В советское время в Шорапани действовали завод «Электроэлемент» и завод стройматериалов.

## Население
| 1959 | 1970 | 1979 | 1989 | 2002 | 2014 | 2020 |
| ---- | ---- | ---- | ---- | ---- | ---- | ---- |
| 1685 | 1508 | 1489 | 1743 | 1600 | 1258 | 1559 |

## История
Крепость Сарапана на реке Фасис (ныне Риони) отмечена в «Географии» Страбона (не позднее 23 года н. э.). Она отождествляется с современным посёлком Шорапани, в северной части которого находятся руины античной крепости. Река Дзирула, на которой стоит Шорапани, впадает в реку Квирила, которая несколькими километрами ниже сливается с Риони; в древности Дзирула могла быть основным судоходным водотоком, представляя собой верхнее течение античного Фасиса.

## Известные люди
В посёлке родились:
- Амиранашвили, Медея Петровна (р. 1930) — оперная певица, народная артистка СССР (1976).
- Пётр Мшвениерадзе (груз. პეტრე მშვენიერაძე) — советский ватерполист, представлявший советскую сборную на Олимпийских играх 1952, 1956 и 1960 годов; бронзовый призёр Олимпийских игр (1956), серебряный призёр Олимпийских игр (1960).